# Ernogrammus walkeri
Ernogrammus walkeri är en fiskart som beskrevs av Follett och Powell, 1988. Ernogrammus walkeri ingår i släktet Ernogrammus och familjen taggryggade fiskar. Inga underarter finns listade i Catalogue of Life.